# Александрина Пруска (1803–1892)
Фридерика Вилхелмина Александрина Мария Хелена Пруска (на немски: Friederike Wilhelmine Alexandrine Marie Helene Prinzessin von Preußen; * 23 февруари 1803, Берлин; † 21 април 1892, Шверин) е принцеса от Кралство Прусия и чрез женитба велика херцогиня на Мекленбург-Шверин.

## Живот
Тя е седмото от десетте деца и четвъртата дъщеря на пруския крал Фридрих Вилхелм III (1770 – 1840) и съпругата му херцогиня Луиза фон Мекленбург-Щрелиц (1776 – 1810), дъщеря на велик херцог Карл II фон Мекленбург (1741 – 1816) и принцеса Фридерика Каролина Луиза фон Хесен-Дармщат (1752 – 1782). Името си Александрина получава от нейния кръстник цар Александър I от Русия.
Александрина Пруска се омъжва на 25 май 1822 г. в Берлин за велик херцог Павел Фридрих фон Мекленбург-Шверин (* 15 септември 1800, Лудвигслуст; † 7 март 1842, Шверин), син на наследствения велик херцог Фридрих Лудвиг фон Мекленбург-Шверин (1778 – 1819) и първата му съпруга велика княгиня Елена Павловна от Русия (1784 – 1803), дъщеря на руския цар Павел I (1754 – 1801) и принцеса Мария Фьодоровна (София-Доротея) (1759 – 1828). Те живеят първо в двореца в Лудвигслуст и от 1837 г. в Шверин. Като вдовица тя живее в Александринен-Котаже в Хайлигендам и в Александринен-Палат в Шверин и продължава да има голямо политическо влияние.
Александрина Пруска умира на 21 април 1892 г. на 89 години в Шверин, Мекленбург-Предна Померания, и е погребана до съпруга ѝ в катедралата на Шверин.
- Велик херцог Павел Фридрих фон Мекленбург-Шверин
- Великата херцогиня Александрина като вдовица, ок. 1891
- Александринен-Котаже в Бад Доберан-Хайлигендам
- Александринен палат/Старият дворец в Шверин

## Деца
Александрина Пруска и Павел Фридрих имат децата:
- Фридрих Франц II (* 28 февруари 1823, Лудвигслуст; † 15 април 1883, Шверин), велик херцог на Мекленбург-Шверин (1842 – 1883), женен I. на 3 ноември 1849 г. в Лудвигслуст за принцеса Августа Ройс-Кьостриц (* 26 май 1822; † 3 март 1862); II. на 4 юли 1864 г. в Дармщат за принцеса Анна фон Хесен-Дармщат (* 25 май 1843; † 16 април 1865), III. на 4 юли 1868 г. в Рудолщат за принцеса Мари фон Шварцбург-Рудолщат (* 29 януари 1850; † 22 април 1922)
- Луиза Мария Хелена (* 17 май 1824, Шверин; † 9 март 1859, Венеция), омъжена на 20 октомври 1849 г. в Лудвигслуст за принц Хуго фон Виндиш-Грец (* 26 май 1823, Виена; † 26 ноември 1904, дворец Хаасберг)
- Фридрих Вилхелм Николаус (* 5 март 1827, Лудвигслуст; † 28 юли 1879, Хайделберг), херцог, женен на 9 декември 1865 г. в Берлин за принцесаАлександрина Пруска (* 1 февруари 1842, Берлин; † 26 март 1906, Марли близо до Потсдам), дъщеря на принц Албрехт Пруски (1809–1872)
- дъщеря (*/† 9 април 1828, Лудвигслуст)